# عسغران (تيران وكرون)
عسغران (بالفارسية: عسگران) هي منطقة سكنية تقع في إيران في Karun District. يقدر عدد سكانها بـ 4,037 نسمة .